# Мославацька гора

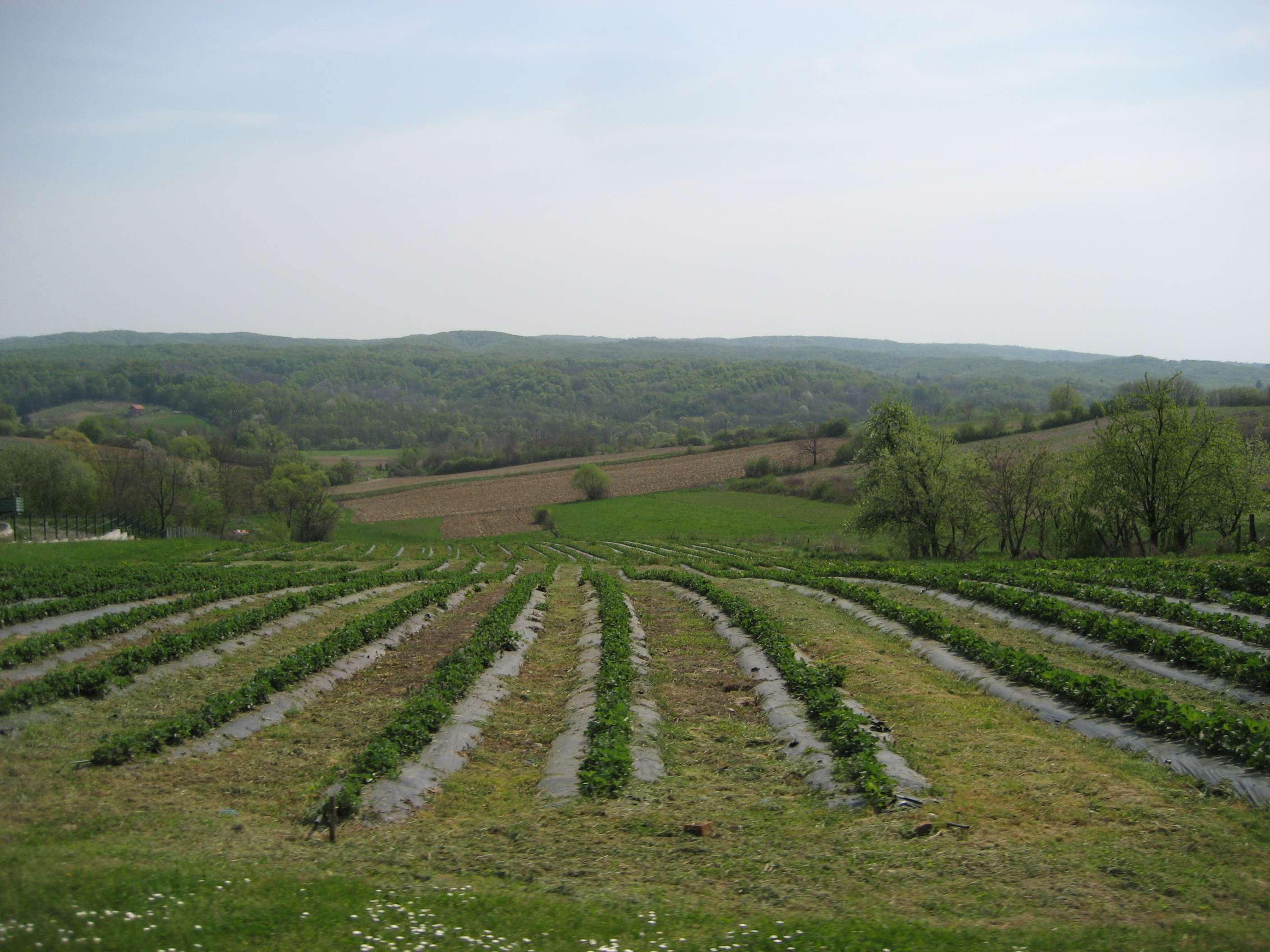
Схили Мославацької гори біля Вртлинська

Мославацька Гора — невеликий гірський хребет, розташований у центральній Хорватії на межі Беловарсько-Білогорської та Сисацько-Мославинської жупанії . Вони належать до затонулого нагір'я складеного валунами, палеогеологічного походження, багатого мінеральними ресурсами (гранітом , нафтою і газом). Найвища вершина — Гумка , 489 м.н.м.. Серед інших вартих уваги вершин — Віс (444 м.н.м.), Калуджеров гроб (437 м.н.м.) і М'єсец (354 м.н.м.). Площа Мославацької гори — близько 1350  км 2 .
Мославацькі гори покриті густими лісами з бука, дуба, граба, каштана, чорної вільхи і берези, а на нижніх схилах розташовані сади і виноградники. Особливо красивими є південні схили.
Тут були знайдені скам'янілості доісторичних слонів (таких як Gomphotherium angustidens, Prodeinotherium bavaricum) і носорогів (Brachypotherium brachypus) всередині старих відкладень в шахті видобутку бентонітової глини поблизу села Горня Єленська 1994 р ; їх вік оцінюється у близько 17 мільйонів років, тому вони є одними з найстаріших на європейському континенті. В горах є кілька кар'єрів, деякі з них покинуті. Найважливішими є Плетерак і Міклеушка.
Рідкісні та зникаючі рослини, які тут ростуть, включають: осоку їжакову (Carex echinata) і любку дволисту (Platanthera bifolia). У водотоках живуть зникаючі риби, такі як білий голавль (Leuciscus cavedanus), а земноводні включають саламандру вогняну, жабу прудку і кумку жовточереву.
У районі Мославацьких гір є залишки стародавніх укріплень, серед яких найвідомішим є Гаріч-град , побудований баном Степаном Шубичем у 1256 році.
З 2007 року територія охороняється як регіональний парк.
Мославацька гора має дуже цікаві геологічні особливості та багату геологічну спадщину. Характерним є поява різних магматичних і метаморфічних порід в цікавих структурних відносинах.